# 基輔要塞
基輔要塞（羅馬化：Kyivska fortetsia，羅馬化：Kievskaya krepost）是位於烏克蘭首都基輔的一個建築群，修建於17至19世紀。基輔要塞曾經是俄羅斯帝國西部要塞群的一部分。現在基輔要塞的大部分建築都作為博物館使用。

## 外部連結
- Official website （页面存档备份，存于） (National Historic and Architectural Museum "Kiev Fortress")
- Facebook page （页面存档备份，存于）

50°26′4″N 30°31′40″E / 50.43444°N 30.52778°E